# لعبه فيديو مفتوحة المصدر
ليست كل الألعاب مفتوحة المصدر برمجيات حرة؛ تحتوي بعض الألعاب مفتوحة المصدر على محتوى غير مجاني. الألعاب مفتوحة المصدر من نوع البرامج الحرة وتحتوي على محتوى جر حصريًا تتوافق مع تعريف المصدر المفتوح والثقافة الحرة والمحتوى المفتوح ويطلق عليها أحيانًا اسم الألعاب الحرة. تتطلب العديد من توزيعات لينكس أن يكون محتوى اللعبة قابلاً لإعادة التوزيع بحرية، ويُحظر فرض قيود على البرامج المجانية أو التجارية.

## خلفية

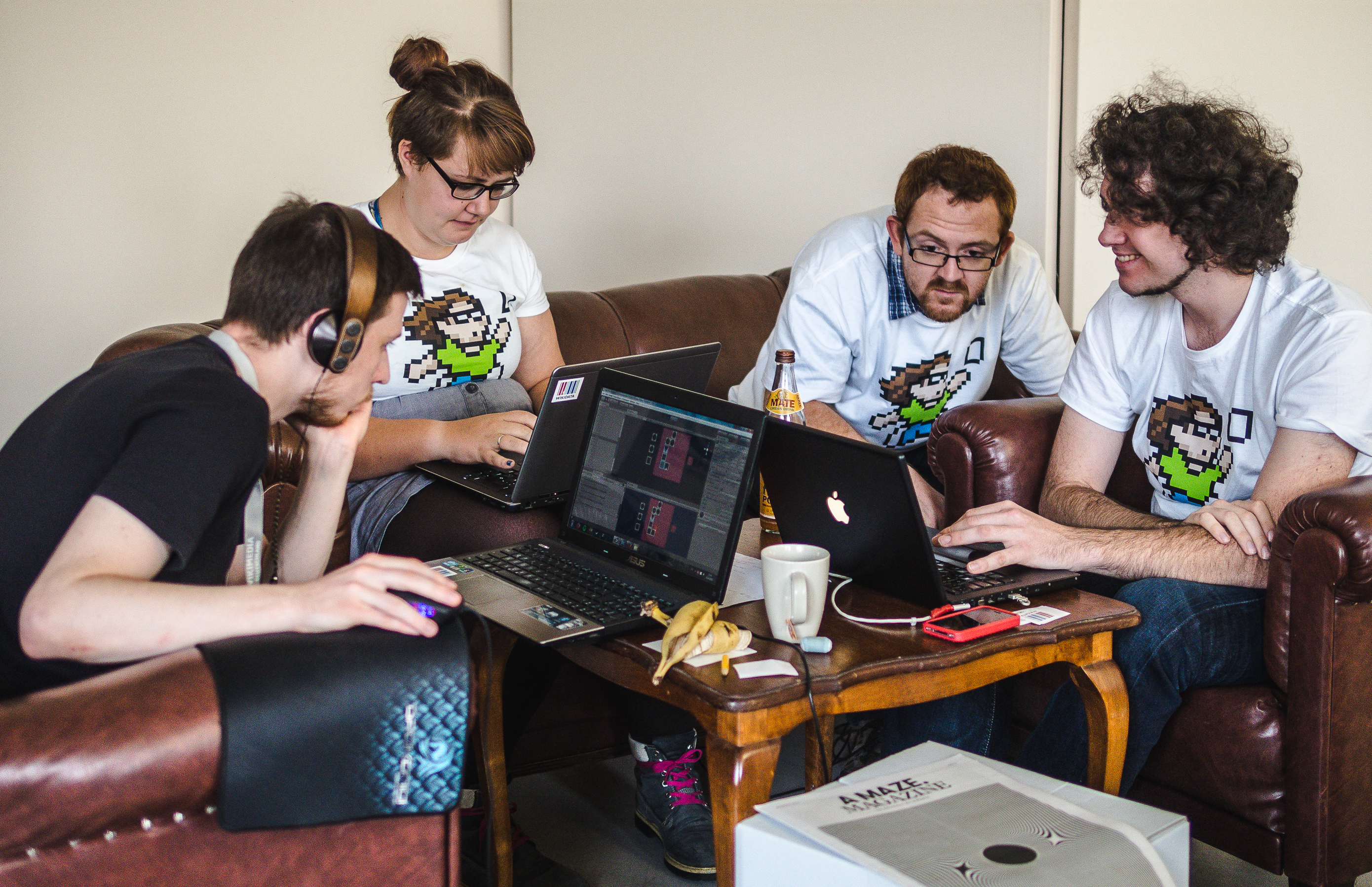
المشاركون في Free Knowledge Game Jam 2015، وهي لعبة مفتوحة المصدر وموجهة نحو البيانات المفتوحة

بشكل عام، يتم تطوير الألعاب مفتوحة المصدر من قبل مجموعات صغيرة نسبيًا من الأشخاص في أوقات فراغهم، حيث لا يكون الربح هو التركيز الرئيسي. العديد من الألعاب مفتوحة المصدر هي مشاريع يديرها متطوعون، وبالتالي فإن مطوري الألعاب المجانية هم في الغالب هواة ومتحمسين. النتيجة المترتبة على ذلك هي أن الألعاب مفتوحة المصدر غالبًا ما تستغرق وقتًا أطول حتى تنضج، وهي أقل شيوعًا وغالبًا ما تفتقر إلى القيمة الإنتاجية للعناوين التجارية. في تسعينيات القرن العشرين، كان التحدي المتمثل في بناء محتوى عالي الجودة للألعاب هو عدم توفر أدوات مثل نماذج ثلاثية الأبعاد أو مجموعات أدوات تصميم المستويات أو السعر المفرط لها.
في السنوات الأخيرة، تغير هذا الأمر وأصبح توافر أدوات مفتوحة المصدر مثل بلندر ومحركات الألعاب والمكتبات هو ما أدى إلى ظهور ألعاب فيديو مفتوحة المصدر ومستقلة.  أصبحت محركات الألعاب مفتوحة المصدر، مثل محرك الألعاب غودو، بالإضافة إلى المكتبات، مثل إس دي ال شائعة بشكل متزايد في تطوير الألعاب، حتى الألعاب المملوكة. نظرًا لأن كود اللعبة البرمجي لا يُعتبر برنامجًا، فهناك نقاش حول العوائق الفلسفية أو الأخلاقية في بيع لعبة حيث يكون كودها البرمجي مملوكًا ولكن كود المصدر بالكامل هو برمجية مجانية.   

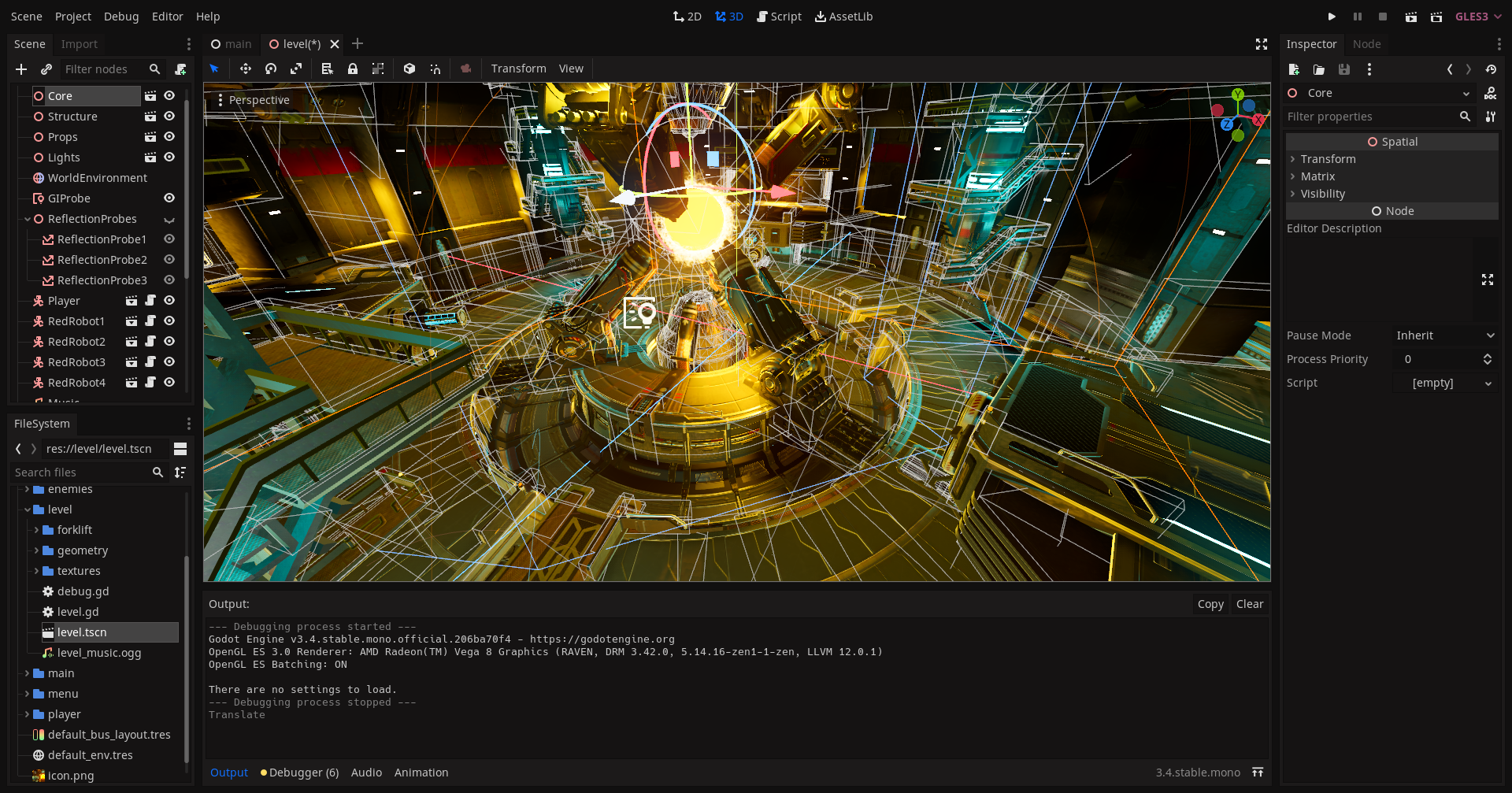
محرر محرك غودو

تعتمد بعض مشاريع الألعاب مفتوحة المصدر على ألعاب كانت مملوكة سابقًا، وتم إصدار نصها البرمجي كبرنامج مفتوح المصدر، في حين أن محتوى اللعبة (مثل الرسومات والصوت والمستويات) قد يكون أو لا يكون تحت ترخيص مجاني. تتضمن الأمثلة وارزون 2100 (لعبة إستراتيجية الوقت الحقيقي ) و ميكروبوليس (محاكاة بناء مدينة تعتمد على الكود المصدر لـ SimCity ). إن ميزة مثل هذه المشاريع الاستمرارية هي أن هذه الألعاب "مكتملة" بالفعل حيث يتوفر المحتوى الرسومي والصوتي، وبالتالي يمكن لمؤلفي المصدر المفتوح التركيز على النقل أو إصلاح الأخطاء أو تعديل الألعاب.

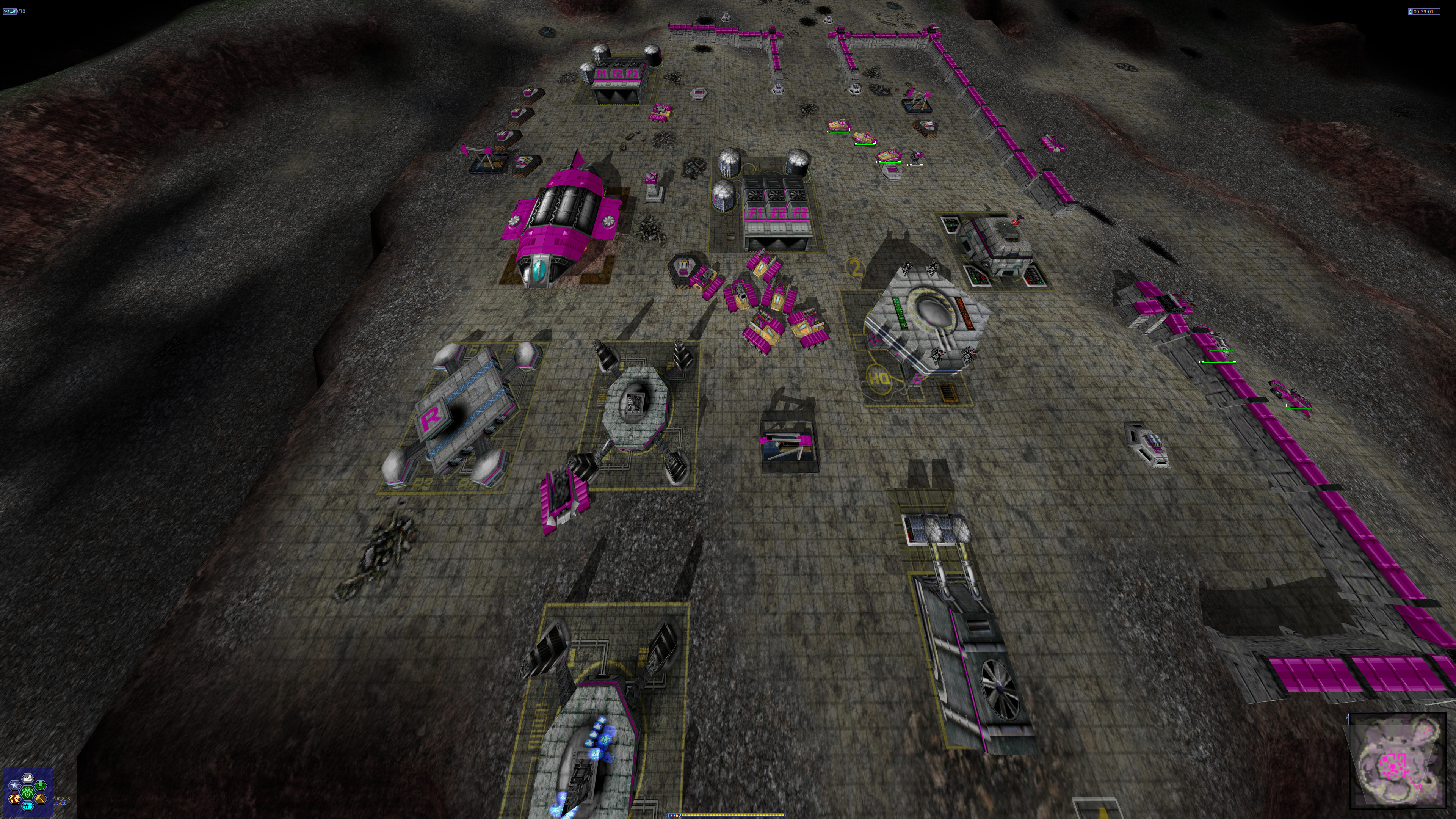
وارزون 2100

في مقال نُشر عام 2004، تساءل آدم جيتجي عن مدى توافق ثقافة المصدر المفتوح مع عملية تطوير الألعاب. وأشار إلى أن مزايا تطوير البرامج مفتوحة المصدر لا تنطبق على الألعاب لأن المستخدمين ينتقلون إلى الألعاب الجديدة بسرعة نسبية وبالتالي لا يقدمون أي فائدة للمشروع. وأشار جيتجي أيضًا إلى أن تطوير الموسيقى والفن لا يتم بناؤه من خلال عمل الآخرين بنفس الطريقة التي يتم بها بناء البرمجة. وأكد أن هناك حاجة إلى محتوى فني عالي الجودة، والذي يتم إنتاجه عادة تجارياً من قبل فنانين مدفوعي الأجر. على الرغم من أن لينكس يعمل على فلسفة المصدر المفتوح، إلا أن هذا قد لا يكون مفيدًا لتطوير الألعاب. 
اعتبارًا من سبتمبر 2015، تحتوي خدمة ألعاب ستيم على 1500 لعبة متاحة على لينكس، مقارنة بـ 2323 لعبة لنظام ماكنتوش و6500 لعبة لنظام ويندوز.

## روابط خارجية
- SourceForge Games

[usurped] List of games hosted by SourceForge (archived on 27 May 2015)
- Playing the Open Source Game

[usurped], a 1999 article by Shawn Hargreaves (archived on 10 October 2011)
- LibreGameWiki
- Open source games list on GitHub
- Open source game clones list
- Game category of the Free software directory

قالب:Independent productionقالب:No cost computer games